# Chi di spada ferisce
Chi di spada ferisce (Lickety-Splat) è un film del 1961 scritto e diretto da Chuck Jones e co-diretto da Abe Levitow. È un cortometraggio d'animazione della serie Looney Tunes, uscito negli Stati Uniti d'America il 3 giugno 1961. Ha come protagonisti Willy il Coyote e Beep Beep. È stato distribuito anche coi titoli Sciame di razzi e, dal 1999, Gli esperimenti del coyote.

## Trama
Willy (Appetitius gigantis) insegue Beep Beep (Prelibatus supervelox) ma rimane stupito dalla sua velocità, ciononostante gli vengono alcune idee per catturarlo o ucciderlo. Per prima cosa prova a inseguirlo con degli sci a rotelle, ma rimane incastrato su una parete di roccia e quindi, provando a raggiungere Beep Beep che sta sopra di lui, cade nel burrone. Una volta risalito sullo strapiombo opposto a quello su cui sta Beep Beep, prova a lanciarsi verso di lui con un arco, ma un pezzo di roccia si rompe e il coyote cade giù mentre è ancora sull'arco. Quando atterra viene lanciato in aria dall'arco e si incastra con la testa nello strapiombo.
Libratosi in cielo su una mongolfiera, Willy intende lanciare su Beep Beep un gran numero di dardi esplosivi. Questi però invece di planare a terra si disperdono in cielo, e tre di essi fanno esplodere la mongolfiera, il paracadute che Willy apre mentre cade e infine lui stesso quando è già caduto a terra. Successivamente Willy compie altri quattro attentati a Beep Beep usando rispettivamente un martello, un boomerang, un fucile e un'incudine, ma ognuno di essi viene funestato dai dardi che aveva lanciato. Quando si ritrova bloccato a terra con due dardi ai lati della sua testa, Willy si prepara al peggio ma essi invece di esplodere si aprono rivelando la scritta "The end".

## Distribuzione

### Edizione italiana
Il corto fu distribuito in Italia il 4 dicembre 1963 nel programma Silvestro e Gonzales, matti e mattatori; nel 1977, in occasione di una riedizione del programma, il corto fu doppiato dalla S.A.S. su dialoghi di Alberto Vecchietti. A differenza di quanto fatto solitamente per i corti con protagonista il duo, infatti, non fu inserita solo una voce fuori campo che traduce le scritte ma anche una che pronuncia un paio di battute di Willy inventate per l'edizione italiana (sostituendo ad esempio la risata finale con la frase "Ve lo credevate!"). Questo doppiaggio fu usato anche per le edizioni VHS, mentre in altre occasioni il corto è stato distribuito privo di voci o, dal 1999, con solo la voce fuori campo di Paolo Buglioni che traduce le scritte.

### Edizioni home video

#### VHS
Italia
- Silvestro e Gonzales, matti e mattatori, 2ª parte (1985)[6]
- Wile E. Coyote & Road Runner n. 3 (ottobre 1991)

#### Blu-ray Disc
Il corto è stato pubblicato in Blu-ray Disc in America del Nord nella raccolta Looney Tunes Collector's Choice: Volume 2, distribuita il 12 dicembre 2023.